# Karl-Heinz Pick

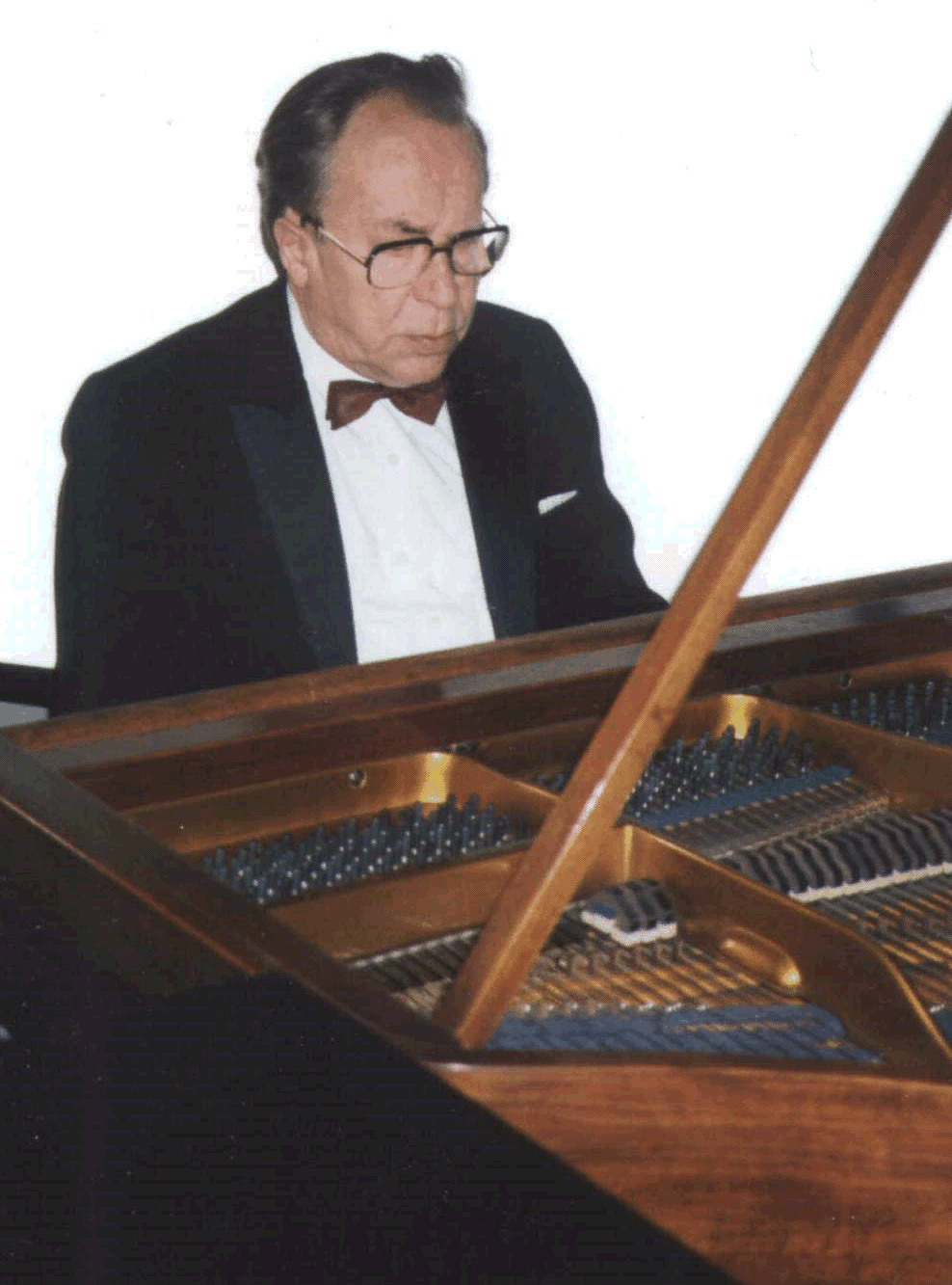
Karl-Heinz Pick

Karl-Heinz Pick (* 18. August 1929 in Rothenburg/Oberlausitz; † 2. Oktober 2009 in Leipzig) war ein deutscher Pianist, Komponist, Hochschullehrer an der HMT Leipzig und Ehrenpräsident der Deutschen Chopin-Gesellschaft e.V.

## Leben
Pick erhielt eine künstlerische Ausbildung an der Hochschule für Musik „Felix Mendelssohn Bartholdy“ in Leipzig, an der er bis zu seiner Emeritierung 1994 als Professor für Klavier tätig war. Aus seiner Klasse gingen Klavierpädagogen und Pianisten hervor. Etwa 15 Jahre leitete er die Klavierfakultät an der Leipziger Musikhochschule, zu der auch die Fachrichtungen Orgel und Cembalo gehörten.
Er konzertierte in Europa, in Asien und im Vorderen Orient. Einen Schwerpunkt in seiner künstlerischen Tätigkeit nahm das kompositorische Schaffen ein. Neben kammermusikalischen Werken war er besonders mit Klavierkompositionen und Liedzyklen hervorgetreten. Als Jurymitglied wirkte er bei Klavierwettbewerben in Sofia, Moskau, Brüssel, Paris, Lissabon, Vercelli, Athen, Prag, Leipzig und Zwickau, sowie bei den Chopin-Wettbewerben in Göttingen, Darmstadt und Warschau.
Pick gehörte im Oktober 1962 zu den Gründungsmitgliedern der „Chopin-Gesellschaft der DDR“. Als Nachfolger von Werner Felix erfolgte im Februar 1986 seine Wahl zum Präsidenten der Gesellschaft, die ihn in diesem Amt mehrfach bestätigte. Seit 2006 war er Ehrenpräsident der Deutschen Chopin-Gesellschaft. Pick war 1985 in Warschau Mitunterzeichner der Gründungsurkunde der Internationalen Föderation der Chopin-Gesellschaften der Welt (IFCS), dessen Präsidium er bis 1995 angehörte. Er war Träger des Kunstpreises der Stadt Leipzig und wurde durch die Republik Polen mit dem Orden für Verdienste um die polnische Kultur ausgezeichnet. Pick war Mitglied der Sozialistischen Einheitspartei Deutschlands (SED) und gehörte von 1964 bis 1967 der SED-Bezirksleitung Leipzig als Mitglied an.
Pick starb im Alter von 80 Jahren. Er war verheiratet mit Elisabeth Pick (1925–2022) geb. Buckisch und hatte zwei Töchter. Elisabeth Pick wurde 2022 für ihre ehrenamtliche Arbeit mit der Goldenen Ehrennadel der Stadt Leipzig ausgezeichnet.

## Werke

### Klavier zu zwei Händen
- Vier tänzerische Stücke
- Toccata, Allegro assai e marcato
- Kleine Märchensuite
- Trois Pièces pour Piano
- Erste Sonate für Klavier
- Etüde à la Czerny
- Huldigungen und Fantastische Nocturne
- Klaviergeschichten des Burattino
- Kadenzen zu Klavierkonzerten von W. A. Mozart
- Zweite Klaviersonate
- Klaviertrio für die Jugend

### Klavier zu vier Händen
- In jenen fernen verflossenen Tagen
- Unterwegs

### Klavier zu sechs Händen
- Suite zu Dritt
- Polonaise
- Königlicher Marsch des Löwen

### Vokalwerke
- Du schwarze Erde
- Unser Frühling
- Aufbruch
- Peters – Vokalwerk Sopran
- Peters – Vokalwerk Bariton
- Gesänge für Männerchor
- Die Kinder (Franz Fühmann)
- Ausgewählte Lieder
- Das Brückengespenst
- Das Lied der Franken
- In der Winternacht
- Schlafe, Bübchen
- Seht, welche Stadt

### Konzerte
- Erstes Konzert für Klavier und Orchester
- Zweites Konzert für Klavier und Orchester
- Concerto Piccolo für Klavier und Orchester
- Konzert für Violine und Orchester
- Concertino für Klavier und Orchester